# Teste de especificação de Hausman
O teste de especificação de Hausman é um teste estatístico utilizado em Econometria que avalia a consistência de um estimador comparado a um outro estimador alternativo. Com isso, este teste ajuda a verificar se o modelo econométrico é adequado aos caso que o economista está lidando. 
O nome do teste é uma homenagem a Jerry A. Hausman, por seu artigo sobre o assunto.

## Resultado geral
Suponha que, para descrever determinada situação econômica, o "verdadeiro" modelo seja:
{\displaystyle Y=X\beta +\varepsilon \longrightarrow {\begin{bmatrix}y_{1}\\\vdots \\y_{n}\end{bmatrix}}={\begin{bmatrix}x_{11}&\cdots &x_{1k}\\\vdots &\ddots &\vdots \\x_{n1}&\cdots &x_{nk}\end{bmatrix}}{\begin{bmatrix}\beta _{1}\\\vdots \\\beta _{k}\end{bmatrix}}+{\begin{bmatrix}\varepsilon _{1}\\\vdots \\\varepsilon _{n}\end{bmatrix}}},
onde y é uma matriz de dimensão nX1 que denota as n observações disponíveis da variável explicada, X é uma matriz nXK que inclui todas as n observações das k variáveis explicativas e {\displaystyle \varepsilon } é uma amtriz nX1 do termo de erro 
Sejam dois estimadores {\displaystyle b_{E}} e {\displaystyle b_{I}} do vetor de parâmetros {\displaystyle \beta }. Sob a hipótese nula (ausência de correlação dos regressores com o termo de erro), os dois são consistentes e {\displaystyle b_{E}} é eficiente em relação a {\displaystyle b_{I}}. Sob a hipótese alternativa, ao contrário, {\displaystyle b_{I}} permanece consistente e {\displaystyle b_{E}} torna-se inconsistente. O teste de Hausman pode ser calculado da seguinte maneira:
{\displaystyle H=\left(b_{I}-b_{E}\right)^{T}\left[EVA\left(b_{I}\right)-EVA\left(b_{E}\right)\right]^{-1}\left(b_{I}-b_{E}\right){\xrightarrow {d}}\chi ^{2}\left[j\right]},
sendo "EVA(d)"=estimativa da variância assintótica de d".
O número de graus de liberdade do teste J dependerão do contexto.

## Exemplo com variáveis instrumentais
Num modelo econométrico qualquer, o economista pode não ter certeza se os regressores (variáveis explicativas) estão ou não correlacionados com o erro. Pode também não ter certeza se estes regressores foram mensurados com erro. Se não houver correlação nem erro de mensuração, é melhor utilizar mínimos quadrados ordinários que o estimador de variáveis instrumentais. No entanto, pela estimação pura e simples é impossível descobrir se há correlação entre os regressores e o erro, pois as equações normais produzem {\displaystyle {\frac {1}{n}}X^{T}e=0}. Por isso, Hausman propôs, em 1978, um teste alternativo. .
A lógica de Hausman é a seguinte: sob a hipótese nula (=ausência de correlação entre os regressores e o termo de erro), o econometrista tem em mãos dois estimadores consistentes para a matriz de parâmetros {\displaystyle \beta }: o estimador de mínimos quadrados ordinários {\displaystyle b_{LS}} e o estimador de variáveis instrumentais {\displaystyle b_{IV}}. Sob a hipótese alternativa, no entanto, somente um destes, {\displaystyle b_{IV}}, é consistente. Portanto, a sugestão foi examinar a diferença {\displaystyle d=b_{IV}-b_{LS}} (o resultado desta diferença é um vetor), que converge em probabilidade para zero apenas sob a hipótese nula. Podemos testar esta hipótese usando o teste de Wald :
{\displaystyle H=d^{T}\left[EVA(d)\right]^{-1}d},
sendo "EVA(d)"=estimativa da variância assintótica de d".
A matriz de covariância necessária para este teste é
{\displaystyle Avar[d]=Avar\left[b_{IV}-b_{LS}\right]=Avar\left[b_{IV}\right]+Avar\left[b_{LS}\right]-ACov\left[b_{IV},b_{LS}\right]-ACov\left[b_{LS},b_{IV}\right]},
sendo Avar=variância assintótica e Acov=covariância assintótica
O problema é que não temos uma expressão para o termo de covariância, e essa foi a grande contribuição de Hausman, pois o seu resultado permitiu que se prosseguisse no cálculo acima. Hausman descobriu o seguinte resultado: 
"A covariância entre um estimador eficiente {\displaystyle b_{E}} de um vetor de parâmetros {\displaystyle \beta } e sua diferença de um estimador ineficiente {\displaystyle b_{I}} do mesmo parâmetro, {\displaystyle b_{E}-b_{I}}, é zero."
Para o caso acima explicado, {\displaystyle b_{E}} é {\displaystyle b_{LS}} e {\displaystyle b_{I}} é {\displaystyle b_{IV}}. Pelo resultado de Hausman, temos:
{\displaystyle Cov\left[b_{E},b_{E}-b_{I}\right]=Var\left[b_{E}\right]-Cov\left[b_{E},b_{I}\right]=0}
Ou, o que é a mesma coisa,
{\displaystyle Var\left[b_{E}\right]=Cov\left[b_{E},b_{I}\right]}
Portanto
{\displaystyle Avar[d]=Avar\left[b_{IV}-b_{LS}\right]=Avar\left[b_{IV}\right]-Avar\left[b_{LS}\right]}
Inserir este resultado útil na estatística de Wald, temos:
{\displaystyle H=d^{T}\left[EVA(d)\right]^{-1}d=\left(b_{IV}-b_{LS}\right)^{T}\left[EVA\left(b_{IV}\right)-EVA\left(b_{LS}\right)\right]^{-1}\left(b_{IV}-b_{LS}\right)}.
Sob a hipótese nula, estaremos utilizando dois estimadores diferentes, mas consistentes, da variância {\displaystyle \sigma ^{2}}. Utilizando a variância amostral {\displaystyle s^{2}} como um estimador comum, então a estatística será
{\displaystyle H={\frac {d^{T}\left[\left({\hat {X}}^{t}{\hat {X}}\right)^{-1}-\left(X^{t}X\right)^{-1}\right]^{-1}d}{s^{2}}}}